# 도 애브던

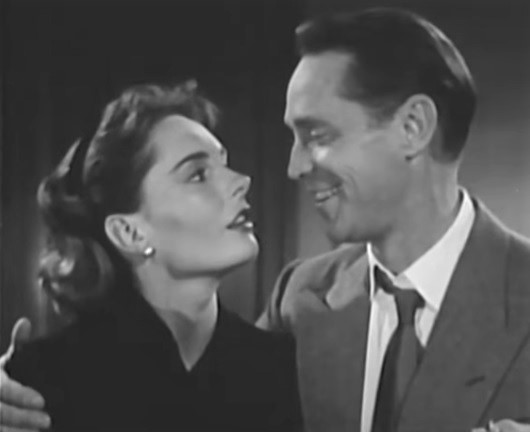

도 애브던(Doe Avedon, 1925년 4월 7일 ~ 2011년 12월 18일)은 미국의 배우, 모델, 연극 배우, 텔레비전 배우, 영화배우이다.
엔시노에서 폐렴으로 사망하였다.

## 영화
- 사랑의 행로 (1984년)
- 딥 인 마이 하트 (1954년)
- 비상착륙 (1954년)